# 委内瑞拉足球协会
委内瑞拉足球协会（Federación Venezolana de Fútbol，FVF），为委内瑞拉足球的管理机构。委内瑞拉足球协会成立于1926年。1952年，委内瑞拉足协加入国际足联。1952年，加入南美足联。委内瑞拉足协管理委内瑞拉国家足球队以及全国大部分的足球赛事。现任足协主席为Laureano Gonzalez。